# Grandval (Svizzera)
Grandval (toponimo francese; in tedesco Granfelden, desueto) è un comune svizzero di 393 abitanti del Canton Berna, nella regione del Giura Bernese (circondario del Giura Bernese).

## Monumenti e luoghi d'interesse

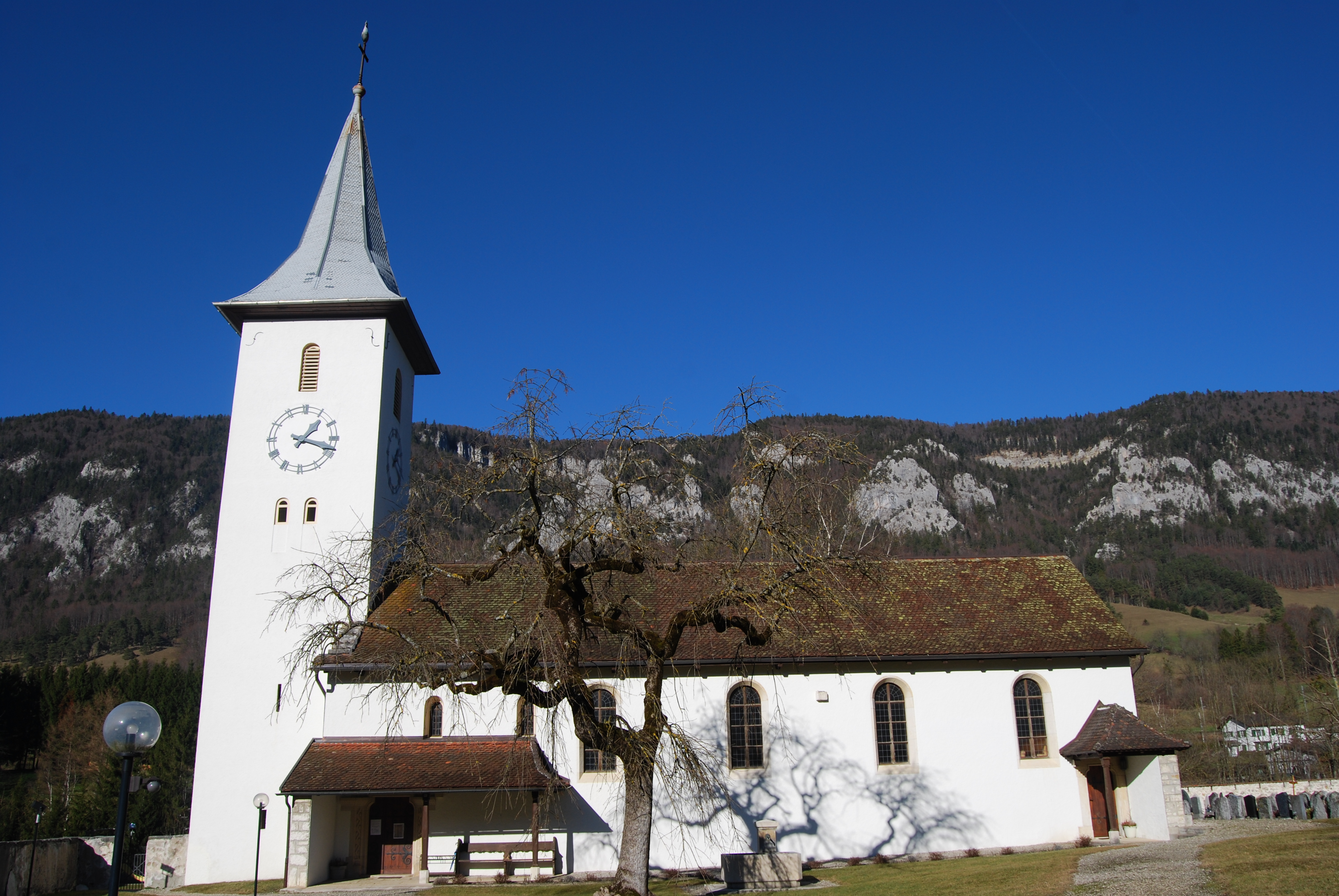
La chiesa riformata

- Chiesa riformata (già di San Martino), attestata dal 926 e ricostruita nel 1701-1706 e nel 1927[1].

## Società

### Evoluzione demografica
L'evoluzione demografica è riportata nella seguente tabella:
Abitanti censiti

## Infrastrutture e trasporti
Grandval è servito dall'omonima stazione sulla ferrovia Soletta-Moutier.

## Amministrazione
Ogni famiglia originaria del luogo fa parte del cosiddetto comune patriziale e ha la responsabilità della manutenzione di ogni bene ricadente all'interno dei confini del comune.